# Quintanilla de Combarros
Quintanilla de Combarros es una localidad española perteneciente al municipio de Brazuelo, en la provincia de León, comunidad autónoma de Castilla y León.

## Geografía

### Ubicación
| Noroeste: Veldedo | Norte: Rodrigatos de la Obispalía | Noreste: Vanidodes |
| Oeste: Viforcos   |                                   | Este: Combarros    |
| Suroeste Viforcos | Sur: Brazuelo                     | Sureste: Brazuelo  |

## Demografía
Evolución de la población
| Gráfica de evolución demográfica de Quintanilla de Combarros entre 2000 y 2016 |
|                                                                                |
| Población de derecho (2000-2016) según el padrón municipal del INE             |